# 평창군
평창군(平昌郡)은 대한민국 강원특별자치도 중남부에 위치한 군이다. 태백산맥의 중앙에 위치하여, 평균고도 600ｍ 이상에 달한다. 군청 소재지는 평창읍이고, 행정 구역은 미탄면, 방림면, 대화면, 봉평면, 용평면, 진부면, 대관령면 등 1읍 7면이다. 2018년 동계 올림픽과 2018년 동계 패럴림픽을 개최했던 도시이다.

## 역사
평창 지역을 지칭하는 최초의 사료는 《삼국사기》이며, 고구려 내생군의 속현인 욱오현(郁烏縣)으로 기록되어 있다. 신라는 백제와 고구려를 멸망시킨 뒤 정복한 지역을 포함하여 행정 구역을 9주로 정비하면서, 평창 지역은 명주의 내성군(오늘날의 영월군)에 속하게 되었고, 757년(경덕왕 16년) 백오현(白烏縣)으로 개명되었다.
고려가 건국된 이후 현재의 지명인 평창현(平昌縣)으로 개명되었으며, 원주의 속현으로 내속(來屬)되었다. 995년(성종 14년) 10도가 신설되어 평창의 북부 지역은 삭방도에 포함되었고, 남부 지역은 원주가 속한 중원도에 포함되었다. 현종 때 행정 구역이 5도 양계로 구획됨에 따라 평창의 동부 지역은 동계에, 서부 지역은 양광도에 편입되었다. 1299년(충렬왕 25년)에 평창에 현령이 파견되어 비로소 원주의 속현에서 벗어나게 되었다.
| Daedongyeojido (Gyujanggak) 13-03.jpg | Daedongyeojido (Gyujanggak) 13-02.jpg |
| Daedongyeojido (Gyujanggak) 14-04.jpg | Daedongyeojido (Gyujanggak) 14-03.jpg |

조선이 건국된 후 1392년(태조 원년) 군으로 승격되었다. 1413년(태종 13년)에 8도제가 정비되었고, 평창은 강원도에 속하게 되었다.
- 1895년 5월 26일 이십삼부제 하에 충주부 평창군으로 편제.[7]
- 1896년 8월 8일 십삼도제 시행으로 강원도 평창군으로 환원. 평창군에 5개 면 설치:
  - 군내면·남면·북면·미탄면·동면.
- 1906년 10월 1일 강릉군의 대화면·봉평면·진부면을 편입. 동면을 정선군으로 이관 (7면)
- 1914년 3월 1일 군·면 통폐합으로 강원도 평창군에 5개 면 설치[9]:
  - 5면 : 평창면·미탄면·대화면·봉평면·진부면
- 1931년 4월 1일 정선군 도암면을 편입 (6면).
- 1934년 7월 1일 대화면의 방림·운교·계촌리가 분리되어 방림면 발족 (7면)
- 1945년 9월 2일 38도선을 경계로 한반도가 분할 점령되어 강원도가 남·북으로 나뉘고, 평창군이 대한민국 영역으로 편입되었다.
- 1953년 7월 27일 한국전쟁 휴전협정 체결로 평창군이 대한민국에 완전 회복되었다.
- 1973년 7월 1일 [10]
  - 진부면 장평리가 봉평면에 편입
  - 도암면 봉산리·호명리 일부가 진부면에 편입
- 1979년 5월 1일 평창면을 평창읍으로 승격[11] (1읍 6면)
- 1983년 2월 15일 진부·봉평·대화면 일부를 합병해 용평면 발족[12] (1읍 7면)
- 1989년 1월 1일 도암면 호명리가 진부면에 편입
- 1998년 9월 25일 면온·수항·유천 출장소 폐지
- 2007년 9월 1일 도암면을 대관령면으로 개칭 (1읍 7면)
- 2011년 7월 6일 (결정지 시각 기준), 남아프리카 공화국 더반에서 열린 제123차 IOC 총회에서 2018년 동계 올림픽 개최지로 선정되었다.[13]
- 2018년
  - 2월 8 – 25일 평창 동계올림픽 개최.
  - 3월 9 – 18일 평창 동계패럴림픽 개최.

## 지리
강원특별자치도의 남부 중앙 태백산맥에 위치하고 있는 까닭에 토지는 일반적으로 높아 평균고도 600ｍ 이상에 달하고, 특히 동·북·서 삼면이 높고 험준하며, 남쪽으로 경사져 있다. 즉 북쪽에는 오대산·계방산·황병산·대관령, 또 서쪽에는 오대산에서 분기한 차령산맥이 있다. 한강의 지류 평창강은 중앙부를 감입사곡하면서 역내 대부분의 물을 모아 남류하여 연안에 소선상지와 범람원을 형성하고 있다. 지질은 주로 중생대 대보 화강암과 선캄브리아기 화강편마암으로 되어 있다.

### 기후
실제 평창군의 기후는 쾨펜의 기후 구분에 따르면 Dwb와 Dfb가 혼재되어 있는 습윤 대륙성 기후를 띄고 있다. 그래서 여름에는 비교적 덥지 않고 따뜻한 기후를 가지고 있게 된다.
2001년부터 2010년까지의 평창의 연평균 기온은 섭씨 7.0도로 강원도의 연평균 기온인 섭씨 8.9도보다 낮았다. 평창군에서 연평균 기온이 가장 높은 지역은 평창읍으로 섭씨 8.5도였고, 가장 낮은 지역은 대관령면으로 섭씨 6.3도였다. 대관령은 여름철에는 7월 평균기온이 19.1°C로 낮아 서늘한 편이다. 겨울철에는 북동 기류로 인하여 기온 변화가 심하고, 종종 심한 대설 현상이 나타나기도 한다.
2001년부터 2010년까지의 평창군의 연강수량은 1,555.0mm로 강원특별자치도의 평균인 1,491.5mm보다 많았으며, 평창군에서는 봉평면이 연강수량 1,626.4mm로 가장 많고, 미탄면은 1,466.7mm로 가장 적었다.
기상관측이래 전국의 시군구 중 유일하게 평창군 만이 관내 전지역에 걸쳐 단 한차례의 열대야도 기록된 적이 없다.
| 대관령지역기상서비스센터 (평창군 대관령면 횡계리, 해발 772.57m)의 기후 | 대관령지역기상서비스센터 (평창군 대관령면 횡계리, 해발 772.57m)의 기후 | 대관령지역기상서비스센터 (평창군 대관령면 횡계리, 해발 772.57m)의 기후 | 대관령지역기상서비스센터 (평창군 대관령면 횡계리, 해발 772.57m)의 기후 | 대관령지역기상서비스센터 (평창군 대관령면 횡계리, 해발 772.57m)의 기후 | 대관령지역기상서비스센터 (평창군 대관령면 횡계리, 해발 772.57m)의 기후 | 대관령지역기상서비스센터 (평창군 대관령면 횡계리, 해발 772.57m)의 기후 | 대관령지역기상서비스센터 (평창군 대관령면 횡계리, 해발 772.57m)의 기후 | 대관령지역기상서비스센터 (평창군 대관령면 횡계리, 해발 772.57m)의 기후 | 대관령지역기상서비스센터 (평창군 대관령면 횡계리, 해발 772.57m)의 기후 | 대관령지역기상서비스센터 (평창군 대관령면 횡계리, 해발 772.57m)의 기후 | 대관령지역기상서비스센터 (평창군 대관령면 횡계리, 해발 772.57m)의 기후 | 대관령지역기상서비스센터 (평창군 대관령면 횡계리, 해발 772.57m)의 기후 | 대관령지역기상서비스센터 (평창군 대관령면 횡계리, 해발 772.57m)의 기후 |
| 월                                                                     | 1월                                                                    | 2월                                                                    | 3월                                                                    | 4월                                                                    | 5월                                                                    | 6월                                                                    | 7월                                                                    | 8월                                                                    | 9월                                                                    | 10월                                                                   | 11월                                                                   | 12월                                                                   | 연간                                                                   |
| ---------------------------------------------------------------------- | ---------------------------------------------------------------------- | ---------------------------------------------------------------------- | ---------------------------------------------------------------------- | ---------------------------------------------------------------------- | ---------------------------------------------------------------------- | ---------------------------------------------------------------------- | ---------------------------------------------------------------------- | ---------------------------------------------------------------------- | ---------------------------------------------------------------------- | ---------------------------------------------------------------------- | ---------------------------------------------------------------------- | ---------------------------------------------------------------------- | ---------------------------------------------------------------------- |
| 역대 최고 기온 °C (°F)                                                 | 9.3 (48.7)                                                             | 16.5 (61.7)                                                            | 20.5 (68.9)                                                            | 30.1 (86.2)                                                            | 31.0 (87.8)                                                            | 32.3 (90.1)                                                            | 32.9 (91.2)                                                            | 32.7 (90.9)                                                            | 30.5 (86.9)                                                            | 26.1 (79.0)                                                            | 21.6 (70.9)                                                            | 13.5 (56.3)                                                            | 32.9 (91.2)                                                            |
| 일평균 최고 기온 °C (°F)                                               | −1.8 (28.8)                                                            | 0.6 (33.1)                                                             | 5.5 (41.9)                                                             | 12.9 (55.2)                                                            | 18.4 (65.1)                                                            | 21.3 (70.3)                                                            | 23.4 (74.1)                                                            | 23.6 (74.5)                                                            | 19.4 (66.9)                                                            | 14.6 (58.3)                                                            | 7.5 (45.5)                                                             | 0.5 (32.9)                                                             | 12.2 (54.0)                                                            |
| 일일 평균 기온 °C (°F)                                                 | −6.9 (19.6)                                                            | −4.6 (23.7)                                                            | 0.4 (32.7)                                                             | 7.0 (44.6)                                                             | 12.5 (54.5)                                                            | 16.2 (61.2)                                                            | 19.6 (67.3)                                                            | 19.7 (67.5)                                                            | 14.6 (58.3)                                                            | 8.8 (47.8)                                                             | 2.3 (36.1)                                                             | −4.5 (23.9)                                                            | 7.1 (44.8)                                                             |
| 일평균 최저 기온 °C (°F)                                               | −12.2 (10.0)                                                           | −10.1 (13.8)                                                           | −4.7 (23.5)                                                            | 1.2 (34.2)                                                             | 6.8 (44.2)                                                             | 11.6 (52.9)                                                            | 16.6 (61.9)                                                            | 16.5 (61.7)                                                            | 10.4 (50.7)                                                            | 3.5 (38.3)                                                             | −2.6 (27.3)                                                            | −9.4 (15.1)                                                            | 2.3 (36.1)                                                             |
| 역대 최저 기온 °C (°F)                                                 | −28.9 (−20.0)                                                          | −27.6 (−17.7)                                                          | −23.0 (−9.4)                                                           | −14.6 (5.7)                                                            | −4.7 (23.5)                                                            | −1.7 (28.9)                                                            | 4.4 (39.9)                                                             | 3.3 (37.9)                                                             | −2.3 (27.9)                                                            | −9.9 (14.2)                                                            | −18.7 (−1.7)                                                           | −24.7 (−12.5)                                                          | −28.9 (−20.0)                                                          |
| 평균 강수량 mm (인치)                                                  | 53.1 (2.09)                                                            | 49.2 (1.94)                                                            | 72.6 (2.86)                                                            | 93.5 (3.68)                                                            | 108.2 (4.26)                                                           | 162.5 (6.40)                                                           | 336.3 (13.24)                                                          | 368.4 (14.50)                                                          | 249.6 (9.83)                                                           | 97.6 (3.84)                                                            | 69.4 (2.73)                                                            | 34.7 (1.37)                                                            | 1,695.1 (66.74)                                                        |
| 평균 강수일수 (≥ 0.1 mm)                                               | 9.4                                                                    | 8.9                                                                    | 11.2                                                                   | 10.4                                                                   | 10.8                                                                   | 12.9                                                                   | 17.8                                                                   | 18.1                                                                   | 13.1                                                                   | 8.9                                                                    | 10.2                                                                   | 8.5                                                                    | 140.2                                                                  |
| 평균 상대 습도 (%)                                                     | 66.3                                                                   | 65.7                                                                   | 65.8                                                                   | 61.9                                                                   | 67.5                                                                   | 79.4                                                                   | 86.2                                                                   | 87.2                                                                   | 85.5                                                                   | 76.8                                                                   | 70.3                                                                   | 66.6                                                                   | 73.3                                                                   |
| 평균 월간 일조시간                                                     | 199.3                                                                  | 193.5                                                                  | 210.9                                                                  | 223.1                                                                  | 237.2                                                                  | 192.4                                                                  | 143.0                                                                  | 138.2                                                                  | 149.6                                                                  | 196.2                                                                  | 177.2                                                                  | 193.3                                                                  | 2,253.9                                                                |
| 출처: 기상청 (평년값: 1991년~2020년, 극값: 1971년~현재)                |                                                                        |                                                                        |                                                                        |                                                                        |                                                                        |                                                                        |                                                                        |                                                                        |                                                                        |                                                                        |                                                                        |                                                                        |                                                                        |

### 지질

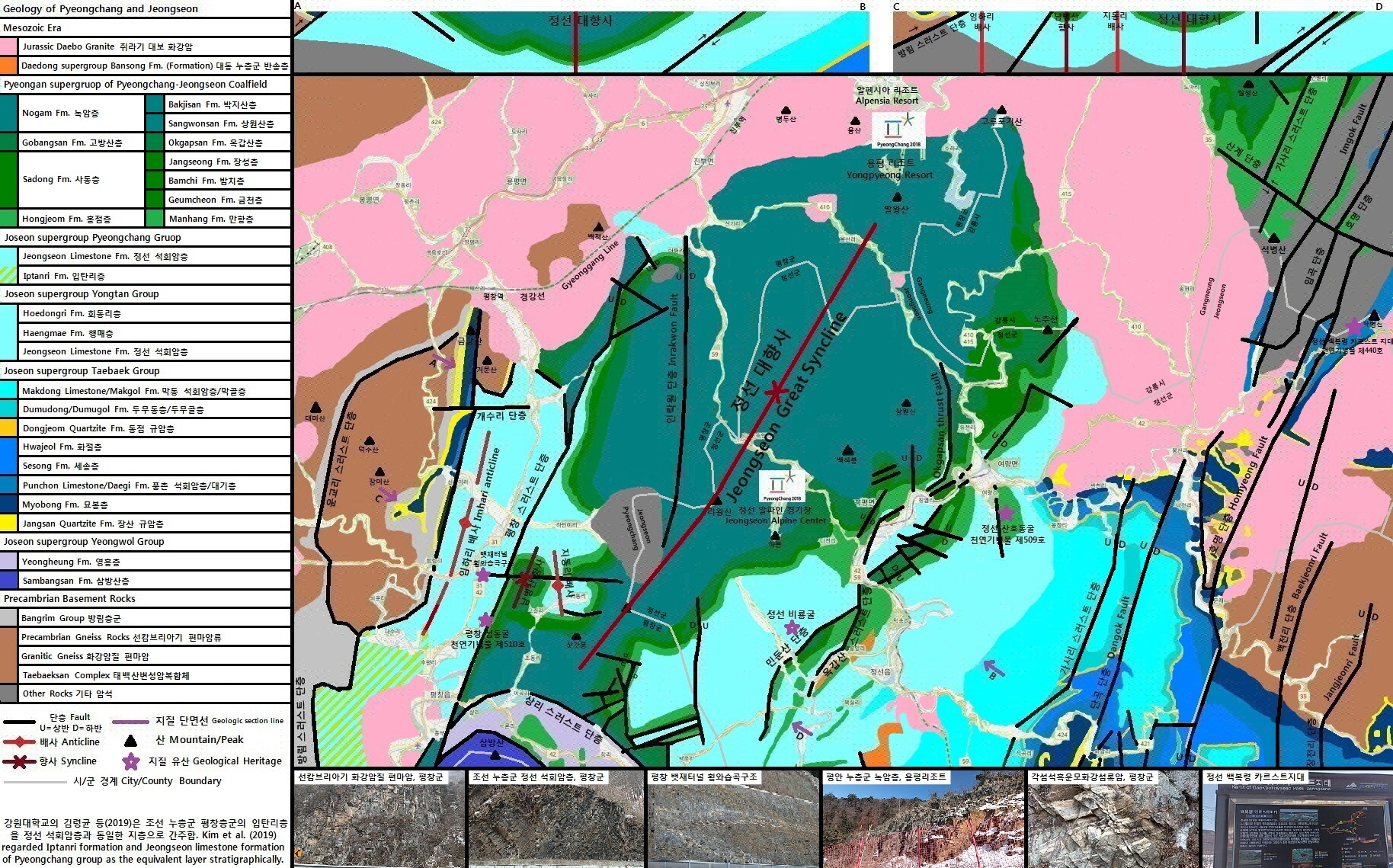
정선군 및 평창군의 지질

## 행정 구역
평창군의 행정 구역은 1읍 7면이다. 1966년에는 인구가 10만3519명이었으나, 2012년말 인구는 4만3627명이다. 인구의 22.9%가 평창읍에, 22.4%가 진부면에 거주하며 2개 읍면에 인구의 45.3%가 거주하고 있다. 평창군의 총 면적은 1,464.16km2로 강원특별자치도 총면적 16,874.60km2의 8.7%에 해당하며, 전국 군 중 세 번째로 면적이 넓다.
| 이름     | 한자     | 영문                | 면적(km2) | 인구(명) | 지도            |
| -------- | -------- | ------------------- | --------- | -------- | --------------- |
| 평창읍   | 平昌邑   | Pyeongchang-eup     | 116.31    | 9,940    | 평창 읍·면 지도 |
| 미탄면   | 美灘面   | Mitan-myeon         | 109.43    | 1,881    | 평창 읍·면 지도 |
| 방림면   | 芳林面   | Bangnim-myeon       | 120.85    | 2,596    | 평창 읍·면 지도 |
| 대화면   | 大和面   | Daehwa-myeon        | 166.6     | 6,564    | 평창 읍·면 지도 |
| 봉평면   | 蓬坪面   | Bongpyeong-myeon    | 217.41    | 5,545    | 평창 읍·면 지도 |
| 용평면   | 龍坪面   | Yongpyeong-myeon    | 135.43    | 3,129    | 평창 읍·면 지도 |
| 진부면   | 珍富面   | Jinbu-myeon         | 331.06    | 9,722    | 평창 읍·면 지도 |
| 대관령면 | 大關嶺面 | Daegwallyeong-myeon | 221.63    | 6,231    | 평창 읍·면 지도 |

## 산업
산간 지방이므로 경작지가 좁고 화전이 많다. 고랭지이기 때문에 감자와 옥수수가 특히 많이 나서 유명하다. 경제 작물로서 홉·아마·약초 재배와 양잠이 성하다. 초지가 많아 축우가 성하며, 최근에는 대규모의 기업적인 목축도 행해지고 있다.

### 광업
지하자원이 풍부하여 광산물의 산출도 많았으나, 값싼 수입 광물의 영향으로 점차 쇠퇴하고 있다.

### 농업
경지 면적은 산지이므로 총 면적의 약 10%인 146 km2, 논과 밭의 비율은 17:83으로 밭이 많다. 주요 농산물은 옥수수·감자·쌀·홉·아마·누에고치·꿀·잎담배·고랭지 채소 등이다. 대관령면은 대표적 씨감자 생산지역으로 감자 원종장과 고랭지 시험장 등이 있다. 대관령·대화·진부령 등지에는 낙농목장이 분포해 있다.

### 특산물
감자술·고랭지김치·느타리버섯·대관령감자·대관령황태·두메산골토종잡곡·맥향·루티나·메주 및 전통장류·부침가루·국수·산더덕·산머루·오대산화훼·옥수수엿·찰옥수수·찰토마토·고랭지양파·태양초고추·한우·허브·흑염소·송이버섯·된장·고추장·산나물·장아찌·사과 등이 유명하다.

## 문화관광

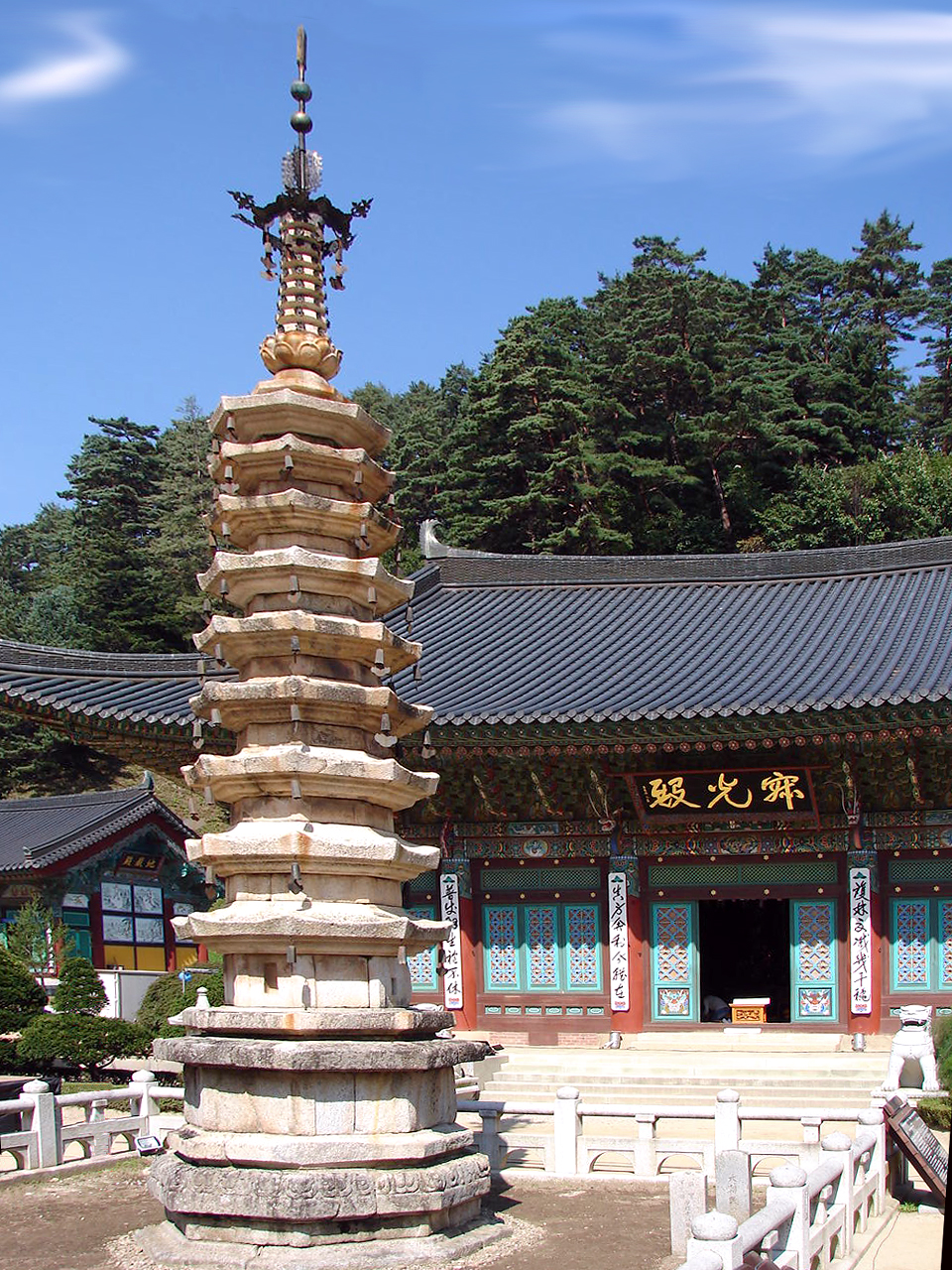
월정사 팔각구층석탑

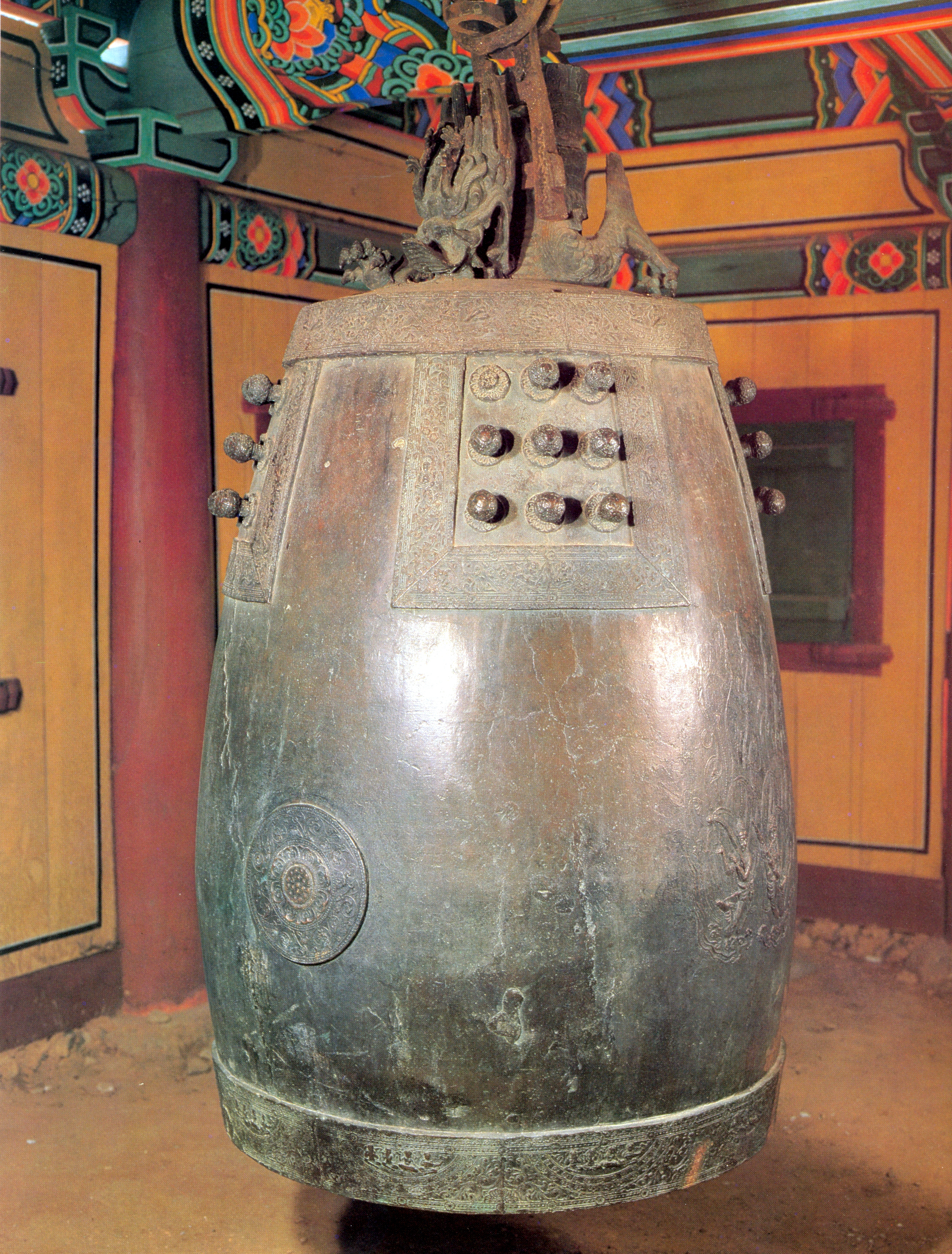
상원사 동종

### 문화재
평창에는 국가가 지정한 국보 5개, 보물 5개, 사적 1개, 천연기념물 3개, 국가민속문화재 1개, 등록문화재 1개가 있다. 강원특별자치도가 지정한 문화재는 유형문화재 29개. 무형문화재 2개, 기념물 4개, 문화재자료 10개가 있다.
사찰
상원사는 평창군 오대산에 있는 절로, 705년 진여원(眞如院)으로 창건됐다고 전해진다. 조선 시대의 숭유억불 정책에도 불구하고 1401년에 태종에 의해 사자암이 중건되었고, 1465년에는 세조에 의해 중건되었다. 예종은 1469년 상원사를 세조의 원찰로 삼았다. 한국 전쟁 당시에도 오대산의 다른 사찰과 달리 전소되지 않고 일부가 보존되었다.
- 상원사
  - 상원사 동종 (국보 제36호)
  - 평창 상원사 목조문수동자좌상 (국보 제221호)
    - 평창 상원사 목조문수동자좌상 복장유물 (보물 제793호)

  - 평창 상원사 중창권선문 (국보 제292호)
  - 평창 상원사 목조문수보살좌상 및 복장유물 (보물 제1811호)
  - 평창 상원사 목조문수보살좌상 복장전적 (보물 제1812호)

월정사는 평창군 오대산에 있는 절로, 643년 자장율사가 창건했다고 전해진다. 창건 이후 지속적으로 중건되다가 1·4후퇴 때 10채의 건물이 전소되었다. 1964년 승려 탄허가 법당 적광전(寂光殿)을 중창하고 승려 만화가 중건하여 오늘에 이른다. 국보 평창 월정사 팔각 구층석탑와 보물 평창 월정사 석조보살좌상 등을 소장하고 있다.
- 월정사
  - 평창 월정사 팔각 구층석탑 (국보 제48-1호)
    - 평창 월정사 팔각구층석탑 사리장엄구 (보물 1375호)

  - 평창 월정사 석조보살좌상 (국보 제48-2호)
  - 원주 구룡사 삼장보살도 (보물 제1855호) (월정사에 위치)
  - 한암스님 가사 (등록문화재 제645호)

사적
- 평창 오대산사고(사적 제37호)는 《조선왕조실록》과 왕실의 족보인 《선원보략》(璿遠譜略)을 보관하기 위해 오대산에 지었던 조선 후기 5대 사고 중 하나이다.

천연기념물
- 평창 백룡동굴 (천연기념물 제260호)은 석회암 동굴이다.
- 평창운교리밤나무 (천연기념물 제498호)
- 평창 섭동굴 (천연기념물 제510호)

지방 유형문화재
- 평창향교 (강원도 지정 유형문화재 제101호)

### 축제
1993년에 대관령눈꽃축제가 1992년 대관령 스키동우회가 개최한 "대관령겨울눈꽃축제"가 발전되어 처음 시작되었다. 1회에는 주민스키대회, 눈사람만들기대회, 눈썰매대회, 썰매대회가 열렸으며, 이후 전통놀이, 스노우카레이싱 등의 프로그램이 추가되었다. 2018년 제26회 대관령눈꽃축제는 2월 7일부터 2월 22일까지 대관령면 횡계리에서 2018년 동계 올림픽 사전 행사로 치러지며, 눈조각전시(세계명작동화 테마 등), 눈썰매, 얼음미끄럼틀, 국제알몸마라톤, 전통민속공연, 황병산사냥놀이 등의 프로그램이 있다.
소설가 이효석이 평창군 출신으로서 효석문화마을이 이효석이 자란 곳에 조성되어 있으며, "메밀꽃 필 무렵 효석 문화제"가 열리고 있다.

### 박물관
1969년 12월 9일 조선민주주의인민공화국 무장 공비에게 살해된 이승복을 추모하고자 이승복기념관이 1982년 10월 26일 용평면 노동리에 설립되었으며, 경내에 이승복의 대형 동상이 조성되었다. 1994년 이승복 추모 작품 전시실이 개장되었으며, 2000년 이승복의 생가가 복원되었다.
1990년에 이효석의 출생지인 봉평면 남안동이 문화부에 의해 문화마을 1호로 지정되어, 물레방앗간을 지어졌다. 1991년 이효석의 작품인 《메밀꽃 필 무렵》의 충주집의 표석이 설치되었으며, 1993년 봉평면 봉석회에서 군비를 일부분 지원받아 가산공원을 조성하였다. 평창군에서 1997년 2002년까지 가산공원과 물레방앗간을 정비하고, 문학동산, 민속촌, 이효석문화관, 메일향토자료관을 신설하였다.
2009년에 평창동강민물고기생태관이 2000년 동강댐의 건설 계획이 중단된 이후, 관광객을 유치하고 동강의 자연을 홍보하기 위하여 개관하였다.

### 관광

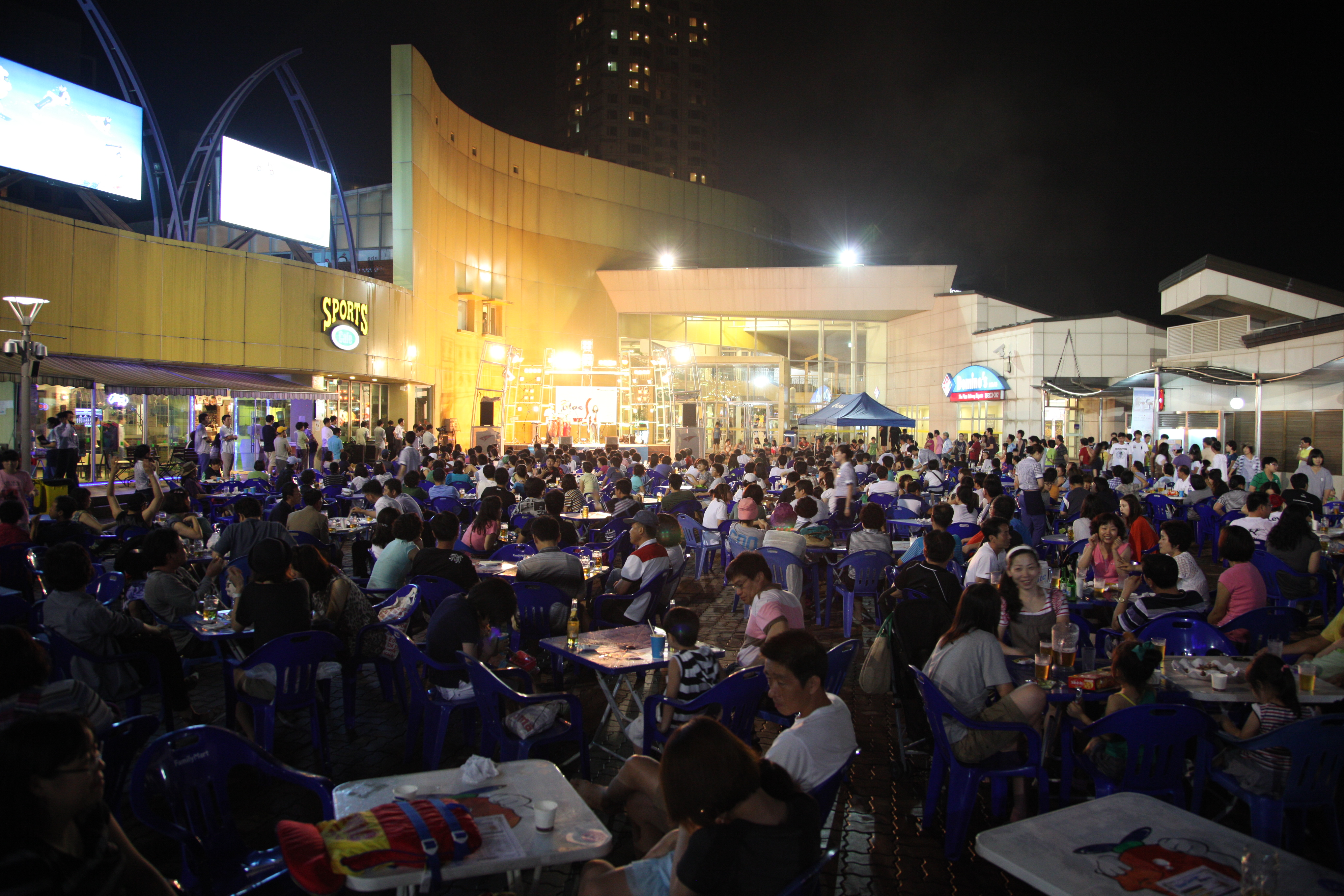
휘닉스 평창

스키 등의 동계 스포츠를 즐기기에 적합한 환경을 갖추고 있으며, 스키 슬로프, 호텔, 콘도미니엄 등을 갖춘 모나 용평과 휘닉스 평창이 운영되고 있다.
2010년대 후반부터는 겨울 스포츠를 즐기기 위한 관광 뿐만 아니라, 대관령목장, 삼양목장 등 이국적인 풍경을 보여주는 목장도 많은 관광객이 찾고 있다.

## 교통
영동고속도로가 개통되기 이전에는 접근성이 떨어졌으나 고속도로의 개통과 확장 이후에는 접근성이 향상되었으며, 경강선 원주~강릉 구간이 건설되면서 평창역과 진부역이 설치되었다. 이 중 진부역은 2018년 동계 올림픽 거점역으로 사용된다. 주요 시외버스터미널로 평창시외버스터미널과 장평시외버스터미널이 있다.

### 철도
서울역과 강릉역을 오가는 경강선 열차 중 일부가 평창역과 진부역에 선택 정차한다. 2018년 동계 올림픽 기간에는 인천공항2터미널역과 강릉역을 운행하는 편성이 있고, 평창역은 선택 정차, 진부역은 필수 정차역이다.
| 경강선 | 둔내역 ↔ 평창역 ↔ 진부역 ↔ 강릉역 |

### 버스
시외버스
평창시외버스터미널, 장평시외버스터미널, 진부공용버스정류장, 대화버스터미널, 횡계시외버스터미널 등이 있다.
농어촌버스
평창시외버스터미널, 장평시외버스터미널, 진부공용버스정류장을 거점으로 농어촌버스가 운행된다.

### 도로
영동고속도로가 군의 북부를 동서로 지난다. 국도 6, 42호선이 동서로, 31, 59호선이 군을 남북으로 지난다.
| 50 영동고속도로 | 동둔내 나들목 ↔ 면온 나들목 ↔ 평창 나들목 ↔ 속사 나들목 ↔ 진부 나들목 ↔ 대관령 나들목↔ 강릉 분기점 |

## 스포츠

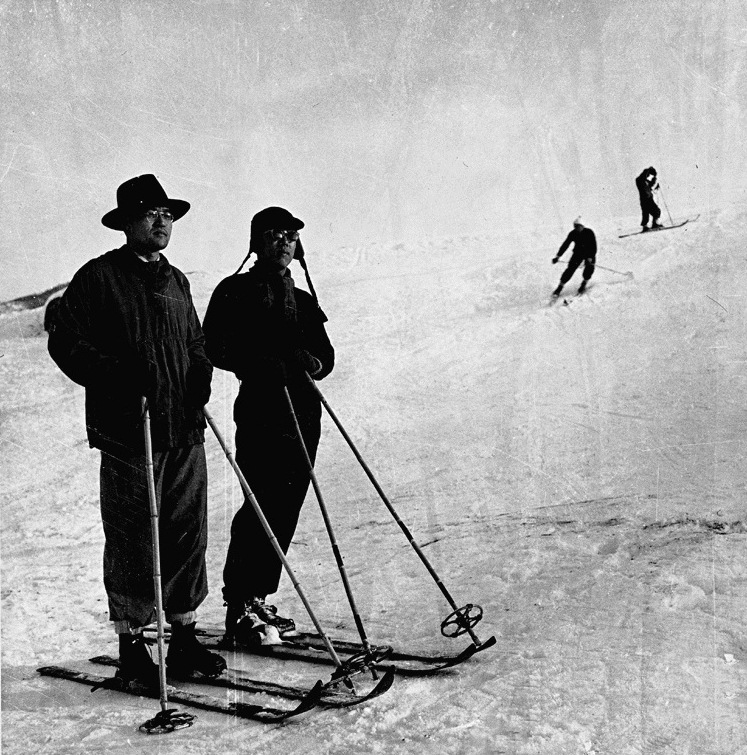
1954년에 열린 대관령 스키 대회 참관자들의 모습

### 1999년 동계 아시안 게임
1989년 제8차 OCA 총회에서 제3회 동계 아시안 게임을 1995년 조선민주주의인민공화국 삼지연군에서 개최하기로 결정되었으나 1992년 반납 의사를 표명하였다. 강원도는 1992년 제3회 대회의 유치를 신청하였으나, 1993년 쿠웨이트에서 열린 OCA 총회에서 제3회 대회는 하얼빈에서 개최하고, 1999년 제4회 대회를 강원도 평창군, 춘천시, 강릉시에서 개최하기로 결정하였다.
779명의 선수가 참가하였으며, 주최국인 대한민국은 101명의 선수와 29명의 임원이 참가하였다. 평창(용평)에서는 알파인 스키, 크로스컨트리 스키, 바이애슬론, 쇼트트랙, 피겨 스케이팅 등 5개 종목이 개최되었다.

### 2013년 동계 스페셜 올림픽
2013년 동계 스페셜 올림픽은 평창군 대관령면과 강릉시 일대에서 2013년 1월 29일부터 2월 5일까지 개최되었다. 아시아에서 두 번째로 열리는 동계 스페셜 올림픽이다.
폐막식 때, 당시 국제스페셜올림픽위원회 팀 슈라이버 회장은 폐회선언에서 "2013년 동계 스페셜 올림픽은 역대 최고의 대회였다. 2013스페셜올림픽 만세, 브라보"라고 소감을 밝혔다.

### 2018년 동계 올림픽·패럴림픽
평창군 대관령면과 강릉시, 정선군 일대에서 2018년 평창 동계 올림픽 및 2018년 평창 동계 패럴림픽을 개최했다.
평창은 2010년 동계 올림픽 유치권을 두고 캐나다 밴쿠버, 오스트리아 잘츠부르크와 경쟁하게 되었다. 1차 투표에서 51표를 얻어 2위 밴쿠버와 11표 차이로 1위를 했으나, 2차 투표에서 53표를 얻어 56표를 얻은 밴쿠버가 개최지로 선정되었다.
2010년 동계 올림픽 유치에 실패한 평창은 2014년 동계 올림픽 유치도 희망했다. 2006년 6월 22일, 후보지는 오스트리아 잘츠부르크(2010년 동계 올림픽 유치 경쟁에서 탈락하여 2번째로 동계 올림픽 유치에 도전함.), 러시아 소치 그리고 평창으로 좁혀졌다. 2007년 7월 4일, 잘츠부르크가 경쟁에서 먼저 밀려나고, 소치가 단 4표차로 평창을 누르고 개최지로 선정되었다.
두 번 연속으로 개최지 선정에서 탈락한 평창은 2009년 10월 15일, 프랑스 안시, 독일 뮌헨과 함께 2018년 동계 올림픽 유치 후보 도시로 선정되었다. 2011년 7월 7일 한국시각으로 자정에 올림픽 개최지가 63표로 평창군으로 확정되었으며 아시아에서 세 번째로 열리는 동계 올림픽이 되었다.
2018년 평창 동계 올림픽과 2018년 평창 동계 패럴림픽의 개막식, 폐막식이 평창에서 개최되었다. 2018년 평창 동계 올림픽에서는 스키점프, 노르딕 복합, 바이애슬론, 크로스컨트리 스키, 봅슬레이, 스켈레톤, 루지, 프리스타일 스키, 스노보드 경기가 개최되었으며, 2018년 평창 동계 패럴림픽에서는 바이애슬론, 크로스컨트리 스키 경기가 개최되었다.

### 연고지 팀
- K4리그 - 평창 유나이티드 FC: 2019년 해체된 평창 FC의 반 계승 형식으로 재창단되어 K4리그 2021 시즌부터 참가하는 팀.
- K리그 클래식 - 강원 FC: K리그 챌린지 2016 4경기를 알펜시아 스키점프 경기장에서 치렀다가 2017 시즌 홈 구장으로 사용.

## 교육

### 고등학교
| - 대화고등학교 - 봉평고등학교 - 상지대관령고등학교 - 진부고등학교 - 평창고등학교 |

### 중학교
| - 계촌중학교 - 대화중학교 | - 도암중학교 - 미탄중학교 | - 봉평중학교 - 용전중학교 | - 진부중학교 - 평창중학교 |

### 초등학교
| - 가평초등학교 - 거문초등학교 - 계촌초등학교 - 대미분교 - 대화초등학교 - 도성초등학교 | - 도암초등학교 - 면온초등학교 - 미탄초등학교 - 방림초등학교 - 봉평초등학교 - 속사초등학교 | - 신리초등학교 - 안미초등학교 - 약수초등학교 - 장평초등학교 - 주진초등학교 | - 진부초등학교 - 월정분교 - 평창초등학교 - 호명초등학교 - 횡계초등학교 |

## 자매 도시
| 지역       | 도시   |
| ---------- | ------ |
| 서울특별시 | 관악구 |
| 서울특별시 | 송파구 |
| 경기도     | 화성시 |
| 경기도     | 의왕시 |